# 中国共产党中国人民解放军火箭军委员会
中国共产党中国人民解放军火箭军委员会，简称火箭军党委，是中国共产党在中国人民解放军火箭军的委员会。

## 沿革
中国人民解放军第二炮兵部队组建初期的一段时期内，党委成员大部分在行政上无明确职务。 
1969年6月，经军委办事组批准，成立由8人组成的二炮临时党委。
1969年9月20日至10月16日，二炮第一次党代表大会召开，选举产生并经中央军委批准，成立第一届第二炮兵党委，由9人组成党委常务委员会。1970年5月，增补陈发洪为党委书记。1973年5月，中央军委决定，由8人组成二炮临时党委常务委员会。1975年6月，经中共中央批准，增补向守志为党委第一书记，陈鹤桥为党委第二书记。1975年8月，二炮领导班子调整，党委成员相应调整。
1979年4月，中共中国人民解放军第二炮兵第二次代表大会召开，选举产生第二届第二炮兵党委。二届一次党委全会选举并经中共中央、中央军委批准，由11人组成党委常务委员会。1983年1月，经中共中央、中央军委批准，由8人组成第二炮兵党委常务委员会。1985年8月，经中共中央、中央军委批准，由10人组成第二炮兵党委常务委员会。
1987年1月，中共中国人民解放军第二炮兵第三次代表大会召开，选举产生第三届第二炮兵党委。三届一次党委全会选举并经中共中央、中央军委批准，由11人组成党委常务委员会。 
1992年6月，中共中国人民解放军第二炮兵第四次代表大会召开，选举产生第四届第二炮兵党委。四届一次党委全会选举并经中共中央、中央军委批准，由11人组成党委常务委员会。 
1997年6月，中共中国人民解放军第二炮兵第五次代表大会召开，选举产生第五届第二炮兵党委。五届一次党委全会选举并经中共中央、中央军委批准，由11人组成党委常务委员会。
2002年6月，中共中国人民解放军第二炮兵第六次代表大会召开，选举产生第六届第二炮兵党委。六届一次党委全会选举并经中共中央、中央军委批准，由12人组成党委常务委员会。
2007年11月，中共中国人民解放军第二炮兵第七次代表大会召开，选举产生第七届第二炮兵党委。七届一次党委全会选举并经中共中央、中央军委批准，由？人组成党委常务委员会。
2012年12月，中共中国人民解放军第二炮兵第八次代表大会召开，选举产生第八届第二炮兵党委。八届一次党委全会选举并经中共中央、中央军委批准，由？人组成党委常务委员会。
2016年9月，中共中国人民解放军火箭军第一次代表大会召开，选举产生第一届火箭军党委。一届一次党委全会选举并经中共中央、中央军委批准，由？人组成党委常务委员会。

## 历届党委

### 中国人民解放军第二炮兵部队
中共中国人民解放军第二炮兵委员会（1966年7月至1969年6月）
- 书记
  - 李天焕（1966年7月—1968年3月，政治委员）[1]
- 副书记
  - 吴烈（1966年7月—1969年6月，第二政治委员）[1]
- 常务委员
  - 李天焕（1966年7月—1968年3月，政治委员）[1]
  - 吴烈（1966年7月—1969年6月，第二政治委员）[1]
  - 熊伯涛（1966年7月—1969年6月）[1]
  - 查国桢（1966年7月—1969年6月）[1]
  - 盛治华（1966年7月—1969年6月）[1]
  - 欧阳平（1966年7月—1968年1月）[1]
  - 严家安（1966年7月—1969年6月）[1]

中共中国人民解放军第二炮兵临时委员会（1969年6月至10月）
- 书记
  - 张翼翔（1969年6月—10月，司令员）[1]
- 副书记
  - 吴烈（1969年6月—10月，第二政治委员）[1]

| 中共中国人民解放军第二炮兵委员会（1969年10月至1973年5月） - 第一书记 - 张翼翔（1969年10月—1973年5月，司令员） - 第二书记 - 吴烈（1969年10月—1973年5月，第二政治委员） - 书记 - 陈发洪（1970年5月—1973年5月，第二政治委员） - 副书记 - 于敬山（1969年10月—1973年5月，副政治委员兼政治部主任） - 常务委员 - 张翼翔（1969年10月—1973年5月，司令员） - 吴烈（1969年10月—1973年5月，第二政治委员） - 于敬山（1969年10月—1973年5月，副政治委员兼政治部主任、副政治委员） - 廖成美（1969年10月—1973年5月，副司令员） - 符先辉（1969年10月—1973年5月，副司令员） - 王珽（1969年10月—1973年5月，副司令员） - 严家安（1969年10月—1973年5月，副司令员） - 牟立善（1969年10月—1973年5月，参谋长） - 张星灿（1969年10月—1973年5月，后勤部政治委员） - 陈发洪（1970年5月—1973年5月，第二政治委员） - 韩友庆（1971年1月—1973年5月，政治部主任） 中共中国人民解放军第二炮兵临时委员会（1973年5月至1975年8月） - 第一负责人 - 廖成美（1973年5月—1975年6月，副司令员） - 第二负责人 - 于敬山（1973年5月—1975年6月，副政治委员） - 成员 - 符先辉（1973年5月—1975年8月，副司令员） - 王珽（1973年5月—1975年8月，副司令员） - 严家安（1973年5月—1975年8月，副司令员） - 牟立善（1973年5月—1975年8月，参谋长） - 韩友庆（1973年5月—1975年8月，政治部主任） - 张星灿（1973年5月—1975年8月，后勤部政治委员） 中共中国人民解放军第二炮兵委员会（1975年6月至1979年4月） - 第一书记 - 向守志（1975年6月—1977年9月，司令员） - 李水清（1977年11月—1979年4月，司令员） - 第二书记 - 陈鹤桥（1975年6月—1979年4月，政治委员） - 常务委员 - 向守志（1975年6月—1977年9月，司令员） - 陈鹤桥（1975年6月—1979年4月，政治委员） - 廖成美（1975年6月—1979年4月，副司令员） - 符先辉（1975年8月—1979年4月，副司令员） - 严家安（1975年8月—1979年4月，副司令员） - 于敬山（1975年6月—1979年4月，副政治委员） - 刘友光（1975年8月—1979年4月，副政治委员） - 贺进恒（1975年8月—1979年4月，参谋长、副司令员） - 刘立封（1975年8月—1979年4月，政治部主任、副政治委员兼政治部主任） - 李水清（1977年11月—1979年4月，司令员） - 李懋之（1978年2月—1979年4月，副司令员） - 卢南樵（1978年2月—1979年4月，副政治委员） | 1979年4月至1987年1月 - 第一书记 - 李水清（1979年4月—1982年11月，司令员） - 第二书记 - 陈鹤桥（1979年4月—1982年11月，政治委员） - 书记 - 贺进恒（1983年1月—1985年7月，司令员） - 刘立封（1985年8月—1987年1月，政治委员） - 副书记 - 卢南樵（1979年4月—1982年11月，副政治委员） - 刘立封（1983年1月—1985年8月，政治委员） - 李旭阁（1985年8月—1987年1月，司令员） - 常务委员 - 李水清（1979年4月—1982年11月，司令员） - 陈鹤桥（1979年4月—1982年11月，政治委员） - 卢南樵（1979年4月—1982年11月，副政治委员） - 廖成美（1979年4月—1982年6月，副司令员） - 符先辉（1979年4月—1985年7月，副司令员） - 严家安（1979年4月—1982年6月，副司令员） - 李懋之（1979年4月—1982年6月，副司令员） - 贺进恒（1979年4月—1985年7月，副司令员、司令员） - 刘友光（1979年4月—1982年11月，副政治委员） - 王宗槐（1979年4月—1982年11月，副政治委员） - 刘立封（1979年4月—1987年1月，副政治委员、政治委员） - 杨文亭（1980年8月—1985年7月，参谋长） - 王尚（1980年8月—1985年7月，政治部主任） - 李旭阁（1983年1月—1987年1月，副司令员、司令员） - 郑惕（1983年1月—1987年1月，副司令员） - 宿灿（1983年1月—1985年7月，副政治委员） - 牟璋（1983年4月—1985年7月，后勤部部长） - 熊志生（1983年9月—1985年7月，副政治委员） - 杨桓（1983年9月—1987年1月，副司令员） - 杨国梁（1985年8月—1987年1月，副司令员） - 阴法唐（1985年8月—1987年1月，副政治委员） - 史克信（1985年8月—1987年1月，副政治委员） - 钱贵（1985年8月—1987年1月，参谋长） - 隋永举（1985年8月—1987年1月，政治部主任） - 周友良（1985年8月—1987年1月，后勤部部长） |

| 1987年1月至1992年6月 - 书记 - 刘立封（1987年1月—1990年4月，政治委员） - 刘安元（1990年4月—1992年6月，政治委员） - 副书记 - 李旭阁（1987年1月—1992年6月，司令员） - 常务委员 - 刘立封（1987年1月—1990年4月，政治委员） - 李旭阁（1987年1月—1992年6月，司令员） - 杨国梁（1987年1月—1992年6月，副司令员） - 郑惕（1987年1月—1990年4月，副司令员） - 杨桓（1987年1月—1992年6月，副司令员） - 阴法唐（1987年1月—1990年4月，副政治委员） - 史克信（1987年1月—1992年6月，副政治委员） - 钱贵（1987年1月—1992年6月，参谋长、副司令员） - 隋永举（1987年1月—1992年6月，政治部主任、副政治委员） - 周友良（1987年1月—10月，后勤部部长） - 安振山（1987年1月—1992年6月，技术装备部部长） - 郭庆富（1988年4月—1992年3月，后勤部部长） - 刘安元（1990年4月—1992年6月，政治委员） - 潘日源（1990年4月—1992年6月，参谋长） - 王洪福（1990年4月—1992年6月，政治部主任） - 刘东才（1992年5月—6月，后勤部部长） | 1992年6月至1997年6月 - 书记 - 刘安元（1992年6月—11月，政治委员） - 隋永举（1992年11月—1997年6月，政治委员） - 副书记 - 李旭阁（1992年6月—11月，司令员） - 杨国梁（1992年11月—1997年6月，司令员） - 常务委员 - 刘安元（1992年6月—11月，政治委员） - 李旭阁（1992年6月—11月，司令员） - 钱贵（1992年6月—1993年12月，副司令员） - 杨国梁（1992年6月—1997年6月，副司令员、司令员） - 杨桓（1992年6月—11月，副司令员） - 隋永举（1992年6月—1997年6月，副政治委员、政治委员） - 史克信（1992年6月—1993年12月，副政治委员） - 潘日源（1992年6月—1996年7月，参谋长、副司令员） - 王洪福（1992年6月—1997年6月，政治部主任、副政治委员） - 刘东才（1992年6月—1995年10月，后勤部部长） - 安振山（1992年6月—8月，技术装备部部长） - 邹永钊（1992年12月—1997年6月，副司令员） - 栗前明（1992年12月—1996年11月，副司令员） - 宫永丰（1992年12月—1994年12月，副政治委员） - 王作义（1992年12月—1993年12月，副政治委员） - 黄次胜（1993年1月—1997年6月，装备技术部部长、副司令员） - 曹和庆（1993年12月—1997年6月，副政治委员） - 赵锡君（1993年12月—1997年6月，参谋长、副司令员） - 隋明太（1995年1月—1997年6月，政治部主任） - 谭悦新（1995年12月—1997年6月，后勤部部长） - 葛东升（1997年1月—6月，参谋长） |

| 1997年6月至2002年6月 - 书记 - 隋永举（1997年6月—11月，政治委员） - 杨国梁（1997年11月—2002年6月，司令员） - 副书记 - 杨国梁（1997年6月—11月，司令员） - 隋明太（1997年11月—2002年6月，政治委员） - 常务委员 - 隋永举（1997年6月—1997年11月，政治委员） - 杨国梁（1997年6月—2002年6月，司令员） - 邹永钊（1997年6月—2000年12月，副司令员） - 赵锡君（1997年6月—2002年6月，副司令员） - 黄次胜（1997年6月—2001年7月，副司令员） - 曹和庆（1997年6月—1999年7月，副政治委员） - 王洪福（1997年6月—1997年11月，副政治委员） - 葛东升（1997年6月—2002年1月，参谋长、副司令员） - 隋明太（1997年6月—2002年6月，政治部主任、政治委员） - 谭悦新（1997年6月—1999年9月，后勤部部长） - 张瑞（1997年6月—2002年6月，装备技术部部长、装备部部长、副司令员） - 贾文先（1997年11月—2002年6月，副政治委员） - 罗东进（1997年11月—2002年6月，副政治委员） - 孙福（1997年11月—2002年6月，政治部主任、副政治委员） - 靖志远（1999年9月—2002年6月，参谋长） - 林亚溪（2000年5月—2002年6月，后勤部部长） - 张翔（2001年7月—2002年6月，副司令员） - 杨东胜（2001年7月—2002年6月，装备部部长） - 张孝忠（2002年1月—6月，政治部主任） | 2002年6月至2007年11月 - 书记 - 杨国梁（2002年6月—2003年1月，司令员） - 靖志远（2003年1月—2007年11月，司令员） - 副书记 - 隋明太（2002年6月—2003年12月，政治委员） - 彭小枫（2003年12月—2007年11月，政治委员） - 常务委员 - 杨国梁（2002年6月—2003年1月，司令员） - 隋明太（2002年6月—2003年12月，政治委员） - 赵锡君（2002年6月—2003年12月，副司令员） - 张瑞（2002年6月—2006年8月，副司令员） - 张翔（2002年6月—2006年12月，副司令员） - 贾文先（2002年6月—2004年12月，副政治委员兼纪委书记） - 罗东进（2002年6月—2002年11月，副政治委员） - 孙福（2002年6月—2003年12月，副政治委员） - 靖志远（2002年6月—2003年1月，参谋长） - 张孝忠（2002年6月—2007年11月，政治部主任） - 林亚溪（2002年6月—2003年11月，后勤部部长） - 杨东胜（2002年6月—2006年12月，装备部部长） - 赵书月（2002年7月—2006年12月，副司令员） - 靖志远（2003年1月—2007年11月，司令员） - 朱法臣（2003年11月—2007年11月，后勤部部长） - 彭小枫（2003年12月—2007年11月，政治委员） - 张立民（2003年12月—2007年11月，副政治委员） - 于际训（2003年12月—2007年11月，参谋长、副司令员） - 程宝山（2004年12月—2007年11月，副政治委员） - 张余亭（2006年8月—2007年11月，副司令员） - 王久荣（2006年8月—2007年11月，参谋长、副司令员） - 魏凤和（2006年12月—2007年11月，参谋长） - 张启华（2006年12月—2007年11月，装备部部长） |

| 2007年11月至2012年12月 - 书记 - 靖志远（2007年11月—2012年10月，司令员） - 张海阳（2012年10月—12月，政治委员） - 副书记 - 彭小枫（2007年11月—2009年12月，政治委员） - 张海阳（2009年12月—2012年10月，政治委员） - 魏凤和（2012年10月—12月，司令员） - 常务委员 - 靖志远（2007年11月—2009年12月，司令员） - 彭小枫（2007年11月—2009年12月，政治委员） - 于际训（2007年11月—2011年12月，副司令员） - 张余亭（2007年11月—2010年12月，副司令员） - 王久荣（2007年11月—2012年12月，副司令员） - 张立民（2007年11月—2008年7月，副政治委员） - 程宝山（2007年11月—2009年1月，副政治委员） - 魏凤和（2007年11月—2010年12月，参谋长） - 张孝忠（2007年11月—2009年6月，政治部主任、副政治委员） - 朱法臣（2007年11月—2009年12月，后勤部部长） - 张启华（2007年11月—2012年，装备部部长） - 邓天生（2008年7月—2012年12月，副政治委员） - 殷方龙（2009年1月—2012年10月，政治部主任） - 杨立顺（2009年6月—2012年12月，副政治委员） - 张海阳（2009年12月—2012年12月，政治委员） - 刘焕民（2009年12月—2012年12月，后勤部部长） - 吴国华（2010年12月—2012年12月，副司令员） - 陆福恩（2010年12月—2012年12月，参谋长、副司令员） - 高津（2011年12月—2012年12月，参谋长） | 2012年12月至2015年12月 - 书记 - 张海阳（2012年12月—2014年12月，政治委员） - 王家胜（2014年12月—2015年12月，政治委员） - 副书记 - 魏凤和（2012年12月—2015年12月，司令员） - 常务委员 - 张海阳（2012年12月—2014年12月，政治委员） - 魏凤和（2012年12月—2015年12月，司令员） - 王久荣（2012年12月—2014年12月，副司令员） - 吴国华（2012年12月—2015年12月，副司令员） - 陆福恩（2012年12月—2015年12月，副司令员） - 邓天生（2012年12月—2013年12月，副政治委员） - 杨立顺（2012年12月—2014年12月，副政治委员） - 高津（2012年12月—2014年7月，参谋长） - 于大清（2012年12月—2014年12月，政治部主任、副政治委员） - 刘焕民（2012年12月—2015年12月，后勤部部长） - 张军祥（2012年12月—2015年12月，装备部部长、参谋长） - 唐国庆（2013年12月—2015年12月，政治部主任、副政治委员） - 王治民（2014年6月—2014年12月，副司令员） - 王家胜（2014年12月—2015年12月，政治委员） - 周亚宁（2014年12月—2015年12月，副司令员） - 张东水（2014年12月—2015年1月，副政治委员） - 张升民（2014年12月—2015年12月，政治部主任） - 莫俊鹏（2015年3月—12月，装备部部长） |

### 中国人民解放军火箭军
2015年12月至2016年9月
- 书记
  - 王家胜（2015年12月—2016年9月，政治委员）[7]
- 副书记
  - 魏凤和（2015年12月—2016年9月，司令员）[7]
- 常务委员
  - 王家胜（2015年12月—2016年9月，政治委员）[7]
  - 魏凤和（2015年12月—2016年9月，司令员）[7]
  - 吴国华（2015年12月—2016年9月，副司令员）[7]
  - 陆福恩（2015年12月—2016年5月，副司令员）[7]
  - 周亚宁（2015年12月—2016年9月，副司令员）[7]
  - 唐国庆（2015年12月—2016年9月，副政治委员）[7]
  - 陈平华（2015年12月—2016年9月，纪委书记）[7]
  - 张军祥（2015年12月—2016年7月，参谋长）[7]
  - 方向（2015年12月—2016年9月，政治部主任）[7]
  - 刘焕民（2015年12月—2016年5月，后勤部部长）[7]
  - 莫俊鹏（2015年12月—2016年9月，装备部部长）[7]
  - 李传广（2016年5月—2016年9月，副司令员、参谋长）[7]
  - 王启繁（2016年5月—2016年9月，后勤部部长）[7]
  - 张振中（2016年7月—2016年9月，副司令员）

| 2016年9月至今 - 书记 - 王家胜（2016年9月—，政治委员） - 副书记 - 魏凤和（2016年9月—2017年9月，司令员） - 周亚宁（2017年9月—，司令员） - 常务委员 - 王家胜（2016年9月—，政治委员） - 魏凤和（2016年9月—2017年9月，司令员） - 吴国华（2016年9月—，副司令员） - 周亚宁（2016年9月—，副司令员） - 张振中（2016年9月—，副司令员） - 唐国庆（2016年9月—2018年7月，副政治委员） - 陈平华（2016年9月—，纪委书记） - 李传广（2016年9月—，参谋长） - 方向（2016年9月—，政治部主任） - 王启繁（2016年9月—，后勤部部长） - 莫俊鹏（2016年9月—，装备部部长） - 周亚宁（2017年9月—，司令员） |